# Jakob Vester
Jakob Vester, né le 28 décembre 2004 à Viby au Danemark, est un footballeur danois qui évolue au poste de milieu central au Viborg FF.

## Biographie

### En club
Né à Viby au Danemark, Jakob Vester commence le football au FS Holstebro avant d'être formé par le Viborg FF, qu'il rejoint à l'été 2020. Un an plus tard, le 4 juin 2021, il signe un contrat jeune avec Viborg.
Vester joue son premier match en professionnel le 31 août 2022, lors d'une rencontre de coupe du Danemark face au Viby IF (en). Il entre en jeu à la place de Jan Žambůrek et son équipe s'impose par sept buts à zéro.
Le 12 mars 2023, il joue son premier match en Superligaen, l'élite du football danois, contre le FC Nordsjælland. Il est titularisé et les deux équipes se neutralisent ce jour-là (1-1 score final).
Le 29 septembre 2023, Vester prolonge son contrat avec le Viborg FF, étant désormais lié au club jusqu'en juin 2027.
Vester se fait remarquer le 21 juillet 2024, lors de la première journée de la saison 2024-2025 en marquant deux buts face au Brøndby IF. Il s'agit de son premier doublé en professionnel. Les deux équipes se séparent toutefois sur un score de trois buts partout,.

### En sélection
Jakob Vester représente le Danemark en sélection. Il commence avec les moins de 19 ans mais ne joue qu'un match avec cette sélection.